# Faryd Mondragón
Faryd Camilo Mondragón Alí (Cali, 21 giugno 1971) è un ex calciatore colombiano, di ruolo portiere.
È il secondo calciatore più anziano ad aver giocato in una fase finale del campionato mondiale di calcio, record conseguito a Brasile 2014 scendendo in campo all'età di 43 anni.

## Carriera

### Club
Di origini libanesi da parte di madre, comincia la sua lunghissima carriera in Colombia prima con il Deportivo Cali e successivamente nel Santa Fe.
Si trasferisce poi in Argentina prima agli Argentinos Jrs e dal 1994 al 1998 difende i pali dell'Independiente.
Prosegue la sua carriera in Europa prima al Real Saragozza poi al Metz, che salva dalla retrocessione, ma nel 2001 arriva il salto di qualità essendo ingaggiato dai turchi del Galatasaray. Nel 2002, durante una rissa avvenuta in campo con i giocatori della Roma, cerca di mettersi tra i suoi compagni e la Polizia. Con il club turco rimane fino al termine della stagione 2006-2007, vincendo due campionati e una coppa nazionale, prima di trasferirsi al Colonia.
Dopo essersi svincolato dal Colonia, il 20 gennaio 2011 firma per il Philadelphia Union, squadra della Major League Soccer.
l 30 gennaio 2012, fa ritorno al Deportivo Cali, dove firma un contratto di un anno per finire la carriera nel club dove aveva iniziato a giocare.

### Nazionale
Fa il suo debutto con la maglia della Colombia nel 1993, nella gara contro il Venezuela.
Ha giocato per 20 anni con la maglia della Nazionale colombiana: nel 1998, con Hernán Darío Gómez in panchina, gioca una delle sue partite migliori, nella sconfitta contro l'Inghilterra per 2-0, sfida valida per la fase a gironi del Mondiale 1998 che vede l'eliminazione della Colombia dalla competizione. Nel 2001, lo stesso Maturana che lo lanciò in Nazionale, non lo convoca per la Copa América, poi vinta dai colombiani.
Insieme a Carlos Valderrama, il giocatore con più presenze della nazionale, Mondragón è l'unico colombiano per aver partecipato a cinque campagne di qualificazione per la coppa del mondo. Nel 2010, fu richiamato nella nazionale maggiore all'età di 39, dopo cinque anni di assenza dal calcio internazionale.
Convocato per i Mondiali del 2014, Mondragón subentra all'85' nella partita Giappone-Colombia, diventando così, all'età di 43 anni e 3 giorni, il giocatore più anziano ad aver giocato una fase finale di un mondiale. Dopo l'eliminazione della sua nazionale ai quarti di finale contro il Brasile ha annunciato il suo ritiro dal calcio. Questo record durò solo 4 anni, quando, durante la partita Arabia Saudita-Egitto 2-1 (campionato del mondo 2018), il portiere dell'Egitto Essam El-Hadary scese in campo a 45 anni, 5 mesi e 10 giorni.

## Statistiche

### Cronologia presenze e reti in nazionale
| Cronologia completa delle presenze e delle reti in nazionale ― Colombia | Cronologia completa delle presenze e delle reti in nazionale ― Colombia | Cronologia completa delle presenze e delle reti in nazionale ― Colombia | Cronologia completa delle presenze e delle reti in nazionale ― Colombia | Cronologia completa delle presenze e delle reti in nazionale ― Colombia | Cronologia completa delle presenze e delle reti in nazionale ― Colombia | Cronologia completa delle presenze e delle reti in nazionale ― Colombia | Cronologia completa delle presenze e delle reti in nazionale ― Colombia |
| Data                                                                    | Città                                                                   | In casa                                                                 | Risultato                                                               | Ospiti                                                                  | Competizione                                                            | Reti                                                                    | Note                                                                    |
| ----------------------------------------------------------------------- | ----------------------------------------------------------------------- | ----------------------------------------------------------------------- | ----------------------------------------------------------------------- | ----------------------------------------------------------------------- | ----------------------------------------------------------------------- | ----------------------------------------------------------------------- | ----------------------------------------------------------------------- |
| 21-5-1993                                                               | Bogotá                                                                  | Colombia                                                                | 1 – 1                                                                   | Venezuela                                                               | Amichevole                                                              | -1                                                                      |                                                                         |
| 30-5-1993                                                               | Santiago del Cile                                                       | Cile                                                                    | 1 – 1                                                                   | Colombia                                                                | Amichevole                                                              | -1                                                                      |                                                                         |
| 11-10-1995                                                              | Buenos Aires                                                            | Argentina                                                               | 0 – 0                                                                   | Colombia                                                                | Amichevole                                                              | -                                                                       | 46’                                                                     |
| 20-12-1995                                                              | Manaus                                                                  | Brasile                                                                 | 3 – 1                                                                   | Colombia                                                                | Amichevole                                                              | -                                                                       | 46’                                                                     |
| 21-3-1996                                                               | Neiva                                                                   | Colombia                                                                | 3 – 0                                                                   | Trinidad e Tobago                                                       | Amichevole                                                              | -                                                                       |                                                                         |
| 24-4-1996                                                               | Barranquilla                                                            | Colombia                                                                | 1 – O                                                                   | Paraguay                                                                | Qual. Mondiali 1998                                                     | -                                                                       |                                                                         |
| 29-5-1996                                                               | Miami                                                                   | Colombia                                                                | 1 – 0                                                                   | Scozia                                                                  | Amichevole                                                              | -                                                                       |                                                                         |
| 2-6-1996                                                                | Lima                                                                    | Perù                                                                    | 1 – 1                                                                   | Colombia                                                                | Qual. Mondiali 1998                                                     | -1                                                                      |                                                                         |
| 7-7-1996                                                                | Barranquilla                                                            | Colombia                                                                | 3 – 1                                                                   | Uruguay                                                                 | Qual. Mondiali 1998                                                     | -1                                                                      |                                                                         |
| 1-9-1996                                                                | Barranquilla                                                            | Colombia                                                                | 4 – 1                                                                   | Cile                                                                    | Qual. Mondiali 1998                                                     | -1                                                                      | 70’                                                                     |
| 9-10-1996                                                               | Quito                                                                   | Ecuador                                                                 | 0 – 1                                                                   | Colombia                                                                | Qual. Mondiali 1998                                                     | -                                                                       |                                                                         |
| 10-11-1996                                                              | La Paz                                                                  | Bolivia                                                                 | 2 – 2                                                                   | Colombia                                                                | Qual. Mondiali 1998                                                     | -2                                                                      |                                                                         |
| 15-12-1996                                                              | San Cristóbal                                                           | Venezuela                                                               | 0 – 2                                                                   | Colombia                                                                | Qual. Mondiali 1998                                                     | -                                                                       |                                                                         |
| 8-2-1997                                                                | Pereira                                                                 | Colombia                                                                | 1 – 0                                                                   | Slovacchia                                                              | Amichevole                                                              | -                                                                       | 62’                                                                     |
| 12-2-1997                                                               | Barranquilla                                                            | Colombia                                                                | 0 – 1                                                                   | Argentina                                                               | Qual. Mondiali 1998                                                     | -1                                                                      |                                                                         |
| 2-4-1997                                                                | Asuncion                                                                | Paraguay                                                                | 2 – 1                                                                   | Colombia                                                                | Qual. Mondiali 1998                                                     | -2                                                                      |                                                                         |
| 30-4-1997                                                               | Barranquilla                                                            | Colombia                                                                | 0 – 1                                                                   | Perù                                                                    | Qual. Mondiali 1998                                                     | -1                                                                      |                                                                         |
| 8-6-1997                                                                | Montevideo                                                              | Uruguay                                                                 | 1 – 1                                                                   | Colombia                                                                | Qual. Mondiali 1998                                                     | -1                                                                      |                                                                         |
| 13-6-1997                                                               | Santa Cruz de la Sierra                                                 | Messico                                                                 | 2 – 1                                                                   | Colombia                                                                | Coppa America 1997 - 1º turno                                           | -2                                                                      |                                                                         |
| 21-6-1997                                                               | La Paz                                                                  | Bolivia                                                                 | 2 – 1                                                                   | Colombia                                                                | Coppa America 1997 - Quarti di finale                                   | -2                                                                      |                                                                         |
| 5-7-1997                                                                | Santiago del Cile                                                       | Cile                                                                    | 4 – 1                                                                   | Colombia                                                                | Qual. Mondiali 1998                                                     | -4                                                                      |                                                                         |
| 25-3-1998                                                               | Bogotá                                                                  | Colombia                                                                | 0 – 0                                                                   | Jugoslavia                                                              | Amichevole                                                              | -                                                                       | 26’                                                                     |
| 30-5-1998                                                               | Francoforte sul Meno                                                    | Germania                                                                | 3 – 1                                                                   | Colombia                                                                | Amichevole                                                              | -3                                                                      |                                                                         |
| 15-6-1998                                                               | Lione                                                                   | Romania                                                                 | 1 – 0                                                                   | Colombia                                                                | Mondiali 1998 - 1º turno                                                | -1                                                                      |                                                                         |
| 22-6-1998                                                               | Montpellier                                                             | Colombia                                                                | 1 – 0                                                                   | Tunisia                                                                 | Mondiali 1998 - 1º turno                                                | -                                                                       |                                                                         |
| 26-6-1998                                                               | Lens                                                                    | Colombia                                                                | 0 – 2                                                                   | Inghilterra                                                             | Mondiali 1998 - 1º turno                                                | -2                                                                      |                                                                         |
| 31-1-2001                                                               | Los Angeles                                                             | Messico                                                                 | 2 – 3                                                                   | Colombia                                                                | Amichevole                                                              | -2                                                                      |                                                                         |
| 3-2-2001                                                                | Miami                                                                   | Stati Uniti                                                             | 0 – 1                                                                   | Colombia                                                                | Amichevole                                                              | -                                                                       | 90+2’                                                                   |
| 28-2-2001                                                               | Bogotá                                                                  | Colombia                                                                | 3 – 2                                                                   | Australia                                                               | Amichevole                                                              | -2                                                                      |                                                                         |
| 29-3-2003                                                               | Busan                                                                   | Corea del Sud                                                           | 0 – 0                                                                   | Colombia                                                                | Amichevole                                                              | -                                                                       |                                                                         |
| 30-4-2003                                                               | Miami                                                                   | Colombia                                                                | 0 – 0                                                                   | Honduras                                                                | Amichevole                                                              | -                                                                       |                                                                         |
| 13-7-2003                                                               | Miami                                                                   | Giamaica                                                                | 0 – 1                                                                   | Colombia                                                                | Gold Cup 2003 - 1º turno                                                | -                                                                       |                                                                         |
| 16-7-2003                                                               | Miami                                                                   | Colombia                                                                | 1 – 1                                                                   | Guatemala                                                               | Gold Cup 2003 - 1º turno                                                | -1                                                                      | 20’                                                                     |
| 19-7-2003                                                               | Miami                                                                   | Colombia                                                                | 0 – 2                                                                   | Brasile                                                                 | Gold Cup 2003 - Quarti di finale                                        | -2                                                                      |                                                                         |
| 20-8-2003                                                               | New York                                                                | Colombia                                                                | 0 – 0                                                                   | Slovacchia                                                              | Amichevole                                                              | -                                                                       | 65’                                                                     |
| 15-11-2003                                                              | Barranquilla                                                            | Colombia                                                                | 0 – 1                                                                   | Venezuela                                                               | Qual. Mondiali 2006                                                     | -1                                                                      |                                                                         |
| 31-5-2005                                                               | New York                                                                | Colombia                                                                | 2 – 3                                                                   | Inghilterra                                                             | Amichevole                                                              | -3                                                                      |                                                                         |
| 4-6-2005                                                                | Barranquilla                                                            | Colombia                                                                | 5 – 0                                                                   | Perù                                                                    | Qual. Mondiali 2006                                                     | -                                                                       |                                                                         |
| 8-6-2005                                                                | Barranquilla                                                            | Colombia                                                                | 3 – 0                                                                   | Ecuador                                                                 | Qual. Mondiali 2006                                                     | -                                                                       |                                                                         |
| 6-7-2005                                                                | Miami                                                                   | Colombia                                                                | 0 – 1                                                                   | Panama                                                                  | Gold Cup 2005 - 1º turno                                                | -1                                                                      |                                                                         |
| 9-7-2005                                                                | Miami                                                                   | Honduras                                                                | 2 – 1                                                                   | Colombia                                                                | Gold Cup 2005 - 1º turno                                                | -2                                                                      |                                                                         |
| 11-7-2005                                                               | Miami                                                                   | Colombia                                                                | 2 – 0                                                                   | Trinidad e Tobago                                                       | Gold Cup 2005 - 1º turno                                                | -                                                                       | 48’                                                                     |
| 17-7-2005                                                               | Houston                                                                 | Messico                                                                 | 1 – 2                                                                   | Colombia                                                                | Gold Cup 2005 - Quarti di finale                                        | -1                                                                      |                                                                         |
| 21-7-2005                                                               | New York                                                                | Colombia                                                                | 2 – 3                                                                   | Panama                                                                  | Gold Cup 2005 - Semifinale                                              | -3                                                                      |                                                                         |
| 12-10-2010                                                              | Filadelfia                                                              | Stati Uniti                                                             | 0 – 0                                                                   | Colombia                                                                | Amichevole                                                              | -                                                                       |                                                                         |
| 16-10-2012                                                              | Barranquilla                                                            | Colombia                                                                | 3 – 0                                                                   | Camerun                                                                 | Amichevole                                                              | -                                                                       | 46’                                                                     |
| 14-11-2013                                                              | Bruxelles                                                               | Belgio                                                                  | 0 – 2                                                                   | Colombia                                                                | Amichevole                                                              | -                                                                       |                                                                         |
| 19-11-2013                                                              | Amsterdam                                                               | Paesi Bassi                                                             | 0 – 0                                                                   | Colombia                                                                | Amichevole                                                              | -                                                                       |                                                                         |
| 5-3-2014                                                                | Barcellona                                                              | Colombia                                                                | 1 – 1                                                                   | Tunisia                                                                 | Amichevole                                                              | -                                                                       | 46’                                                                     |
| 31-5-2014                                                               | Buenos Aires                                                            | Colombia                                                                | 2 – 2                                                                   | Senegal                                                                 | Amichevole                                                              | -2                                                                      |                                                                         |
| 24-6-2014                                                               | Cuiabá                                                                  | Giappone                                                                | 1 – 4                                                                   | Colombia                                                                | Mondiali 2014 - 1º turno                                                | -                                                                       | 85’                                                                     |
| Totale                                                                  |                                                                         | Presenze                                                                | 51                                                                      |                                                                         | Reti                                                                    | -46                                                                     |                                                                         |

## Palmarès

### Nazionale
- Campionato argentino: 1

Independiente: Clausura 1994
- Campionato turco: 2

Galatasaray: 2001-2002, 2005-2006
- Coppa di Turchia: 1

Galatasaray: 2004-2005

### Internazionale
- Supercoppa Sudamericana: 2

Independiente: 1994, 1995
- Recopa Sudamericana: 1

Independiente: 1995